# ハワイ州全州選挙区
ハワイ州全州選挙区(ハワイしゅうぜんしゅうせんきょく、英語: Hawaii's at-large congressional district)は、かつて存在したアメリカ合衆国連邦下院の選挙区。1959年から1971年まで設置されていた。1959年から1963年までは定数1人、1963年から1971年まで定数2人であった。

## 概要
1959年、ハワイは州に昇格した。全州選挙区が設置され、1人の議席を配分された。1960年国勢調査の結果を受けて、1963年に定数が2に増加した。
1971年、ハワイ州第1選挙区とハワイ州第2選挙区が設置され、全州選挙区は廃止された。

### 区域
- ハワイ州全域